# Transformación de Lorentz

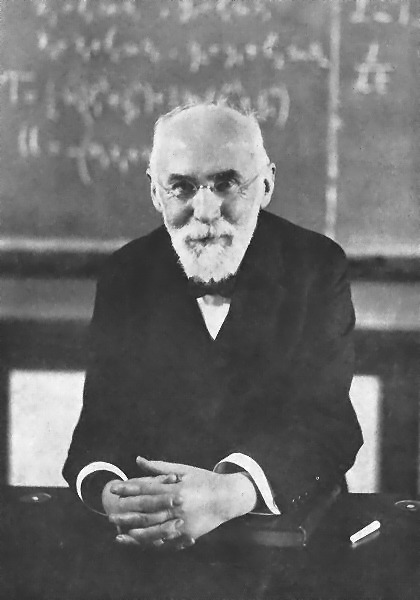
Hendrik Antoon Lorentz en 1921

Diagrama 1. Apariencia del espacio-tiempo a lo largo de una línea de universo de un observador acelerado.
La dirección vertical indica el tiempo, la horizontal indica la distancia espacial, la línea punteada es la trayectoria del observador en el espacio tiempo. El cuarto inferior representa el conjunto de sucesos pasados visibles al observador. Los puntos pueden representar cualquier tipo de sucesos en el espacio tiempo.
La pendiente de la línea de universo o trayectoria de la vertical da la velocidad relativa del observador.

Las transformaciones de Lorentz, dentro de la teoría de la relatividad especial, son un conjunto de relaciones que dan cuenta de cómo se relacionan las medidas de una magnitud física obtenidas por dos observadores diferentes. Estas relaciones establecieron la base matemática de la teoría de la relatividad especial de Einstein, ya que las transformaciones de Lorentz precisan el tipo de geometría del espacio-tiempo requeridas por la teoría de Einstein.
Matemáticamente el conjunto de todas las transformaciones de Lorentz forman el grupo de Lorentz.

## Historia
Históricamente las transformaciones de Lorentz fueron introducidas por Hendrik Antoon Lorentz (1853 - 1928), que las había introducido fenoménicamente para resolver ciertas inconsistencias entre el electromagnetismo y la mecánica clásica. Lorentz había descubierto en el año 1900 que las ecuaciones de Maxwell resultaban invariantes bajo este conjunto de transformaciones, ahora denominadas transformaciones de Lorentz. Al igual que los demás físicos, antes del desarrollo de la teoría de la relatividad, asumía que la velocidad invariante para la transmisión de las ondas electromagnéticas se refería a la transmisión a través de un sistema de referencia privilegiado, hecho que se conoce con el nombre de hipótesis del éter. Sin embargo, tras la interpretación por parte de Albert Einstein de dichas relaciones como transformaciones de coordenadas genuinas en un espacio-tiempo tetradimensional la hipótesis del éter fue puesta en entredicho.
Las transformaciones de Lorentz fueron publicadas en 1904 pero su formalismo matemático inicial era incorrecto. El matemático francés Poincaré desarrolló el conjunto de ecuaciones en la forma consistente en la que se conocen hoy en día. Los trabajos de Minkowski y Poincaré mostraron que las relaciones de Lorentz podían interpretarse como las fórmulas de transformación para rotación en el espacio-tiempo cuatridimensional, que había sido introducido por Minkowski.

## Forma de las transformaciones de Lorentz
Las transformaciones de Lorentz relacionan las medidas de una magnitud física realizadas por dos observadores inerciales diferentes, siendo el equivalente relativista de la transformación de Galileo utilizada en física hasta aquel entonces.
La transformación de Lorentz permite preservar el valor de la velocidad de la luz constante para todos los observadores inerciales.

### De las coordenadas
Una de las consecuencias de que —a diferencia de lo que sucede en la mecánica clásica— en mecánica relativista no exista un tiempo absoluto, es que tanto el intervalo de tiempo entre dos sucesos, como las distancias efectivas medidas por diferentes observadores en diferentes estados de movimiento son diferentes. Eso implica que las coordenadas de tiempo y espacio medidas por dos observadores inerciales difieran entre sí. Sin embargo, debido a la objetividad de la realidad física las medidas de unos y otros observadores son relacionables por reglas fijas: las transformaciones de Lorentz para las coordenadas.
Para examinar la forma concreta que toman estas transformaciones de las coordenadas se consideran dos sistemas de referencia inerciales u observadores inerciales: {\displaystyle O\,} y {\displaystyle {\bar {O}}} y se supone que cada uno de ellos representa un mismo suceso S o punto del espacio-tiempo (representable por un instante de tiempo y tres coordenadas espaciales) por dos sistemas de coordenadas diferentes:

{\displaystyle S_{O}=(t,x,y,z)\qquad S_{\bar {O}}=({\bar {t}},{\bar {x}},{\bar {y}},{\bar {z}})}

Puesto que los dos conjuntos de cuatro coordenadas representan el mismo punto del espacio-tiempo, estas deben ser relacionables de algún modo. Las transformaciones de Lorentz dicen que si el sistema {\displaystyle {\bar {O}}} está en movimiento uniforme a velocidad {\displaystyle V\,} a lo largo del eje X del sistema {\displaystyle O\,} y en el instante inicial ({\displaystyle t={\bar {t}}=0}) el origen de coordenadas de ambos sistemas coinciden, entonces las coordenadas atribuidas por los dos observadores están relacionadas por las siguientes expresiones:

{\displaystyle {\bar {x}}={\frac {x-Vt}{\sqrt {1-{\frac {V^{2}}{c^{2}}}}}}\qquad {\bar {t}}={\frac {t-{\frac {Vx}{c^{2}}}}{\sqrt {1-{\frac {V^{2}}{c^{2}}}}}}\qquad {\bar {y}}=y\qquad {\bar {z}}=z\,}

O equivalentemente por las relaciones inversas de las anteriores:

{\displaystyle x={\frac {{\bar {x}}+V{\bar {t}}}{\sqrt {1-{\frac {V^{2}}{c^{2}}}}}}\qquad t={\frac {{\bar {t}}+{\frac {V{\bar {x}}}{c^{2}}}}{\sqrt {1-{\frac {V^{2}}{c^{2}}}}}}\qquad y={\bar {y}}\qquad z={\bar {z}}}

Donde {\displaystyle c\,} es la velocidad de la luz en el vacío. Las relaciones anteriores se pueden escribir también en forma matricial:

{\displaystyle {\begin{bmatrix}c{\bar {t}}\\{\bar {x}}\\{\bar {y}}\\{\bar {z}}\end{bmatrix}}={\begin{bmatrix}\gamma &-\beta \gamma &0&0\\-\beta \gamma &\gamma &0&0\\0&0&1&0\\0&0&0&1\end{bmatrix}}{\begin{bmatrix}ct\\x\\y\\z\end{bmatrix}}\qquad {\begin{bmatrix}ct\\x\\y\\z\end{bmatrix}}={\begin{bmatrix}\gamma &\beta \gamma &0&0\\\beta \gamma &\gamma &0&0\\0&0&1&0\\0&0&0&1\end{bmatrix}}{\begin{bmatrix}c{\bar {t}}\\{\bar {x}}\\{\bar {y}}\\{\bar {z}}\end{bmatrix}}}

Donde se ha introducido para abreviar las expresiones el factor de Lorentz y la velocidad relativa respecto de la luz:
{\displaystyle \gamma ={\frac {1}{\sqrt {1-{\frac {V^{2}}{c^{2}}}}}}\qquad \beta ={\frac {V}{c}}}
La transformación de Lorentz anterior toma esa forma en el supuesto de que el origen de coordenadas de ambos sistemas de referencia sea el mismo para t = 0; si se elimina esta restricción la forma concreta de las ecuaciones se complica. Si, además, se elimina la restricción de que la velocidad relativa entre los dos sistemas se dé según el eje X y que los ejes de ambos sistemas de coordenadas sean paralelos, las expresiones de la transformación de Lorentz se complican más aún, denominándose la expresión general transformación de Poincaré.

### Para el momento y la energía
El requerimiento de covariancia de la teoría de la relatividad requiere que cualquier magnitud vectorial de la mecánica newtoniana venga representada en mecánica relativista por un cuadrivector o cuadritensor en teoría de la relatividad. Así, el momento lineal requiere ser ampliado a un cuadrivector llamado cuadrivector energía-momento o cuadrimomento, que viene dado por cuatro componentes, una componente temporal (energía) y tres componentes espaciales (momentos lineales en cada dirección coordenada):

{\displaystyle \mathbf {P} =(P^{0},P^{1},P^{2},P^{3})=\left({\frac {E}{c}},p_{x},p_{y},p_{z}\right)}

Cuando se examina los cuadrimomentos medidos por dos observadores inerciales, se encuentra que ambos miden componentes diferentes del momento según su velocidad relativa a la partícula observada (algo que también sucede en mecánica newtoniana). Si se denota al cuadrimomento medido por dos observadores inerciales {\displaystyle O\,} y {\displaystyle {\bar {O}}} con sistemas de coordenadas cartesianas de ejes paralelos y en movimiento relativo según el eje X, como los que se consideraron en el apartado anterior, los cuadrimomentos medidos por ambos observadores están relacionados por una transformación de Lorentz dada por:

{\displaystyle {\bar {p}}_{x}={\frac {p_{x}-E{\frac {V}{c^{2}}}}{\sqrt {1-{\frac {V^{2}}{c^{2}}}}}}\qquad {\bar {E}}={\frac {E-Vp_{x}}{\sqrt {1-{\frac {V^{2}}{c^{2}}}}}}\qquad {\bar {p}}_{y}=p_{y}\qquad {\bar {p}}_{z}=p_{z}}

Y la transformación inversa viene dada similarmente por:

{\displaystyle p_{x}={\frac {{\bar {p}}_{x}+{\bar {E}}{\frac {V}{c^{2}}}}{\sqrt {1-{\frac {V^{2}}{c^{2}}}}}}\qquad E={\frac {{\bar {E}}+V{\bar {p}}_{x}}{\sqrt {1-{\frac {V^{2}}{c^{2}}}}}}\qquad p_{y}={\bar {p}}_{y}\qquad p_{z}={\bar {p}}_{z}}

O equivalentemente en forma matricial los dos conjuntos anteriores de ecuaciones se representan como:

{\displaystyle {\begin{bmatrix}{\bar {E}}/c\\{\bar {p}}_{x}\\{\bar {p}}_{y}\\{\bar {p}}_{z}\end{bmatrix}}={\begin{bmatrix}\gamma &-\beta \gamma &0&0\\-\beta \gamma &\gamma &0&0\\0&0&1&0\\0&0&0&1\end{bmatrix}}{\begin{bmatrix}E/c\\p_{x}\\p_{y}\\p_{z}\end{bmatrix}}\qquad {\begin{bmatrix}E/c\\p_{x}\\p_{y}\\p_{z}\end{bmatrix}}={\begin{bmatrix}\gamma &\beta \gamma &0&0\\\beta \gamma &\gamma &0&0\\0&0&1&0\\0&0&0&1\end{bmatrix}}{\begin{bmatrix}{\bar {E}}/c\\{\bar {p}}_{x}\\{\bar {p}}_{y}\\{\bar {p}}_{z}\end{bmatrix}}}

Donde se ha introducido de nuevo para abreviar las expresiones el factor de Lorentz y la velocidad relativa respecto de la luz.

### Para cuadrivectores
Hasta ahora se ha considerado sólo sistemas inerciales en movimiento relativo respecto al eje X, pero igualmente se podría haber considerado sistemas de ejes paralelos respecto a los ejes Y y Z y, en ese caso, las matrices de transformación de coordenadas vendrían dadas por matrices similares a las consideradas en los apartados anteriores de la forma:

{\displaystyle \Lambda _{(X)}={\begin{bmatrix}\gamma _{x}&-\beta _{x}\gamma _{x}&0&0\\-\beta _{x}\gamma _{x}&\gamma _{x}&0&0\\0&0&1&0\\0&0&0&1\end{bmatrix}}\qquad \Lambda _{(Y)}={\begin{bmatrix}\gamma _{y}&0&-\beta _{y}\gamma _{y}&0\\0&1&0&0\\-\beta _{y}\gamma _{y}&0&\gamma _{y}&0\\0&0&0&1\end{bmatrix}}\qquad \Lambda _{(Z)}={\begin{bmatrix}\gamma _{z}&0&0&-\beta _{z}\gamma _{z}\\0&1&0&0\\0&0&1&0\\-\beta _{z}\gamma _{z}&0&0&\gamma _{z}\end{bmatrix}}\qquad [*]}
Las transformaciones anteriores se llaman a veces boosts, rotaciones espacio-temporales o a veces transformaciones de Lorentz propiamente dichas. El producto de cualquier número de transformaciones del tipo anterior constituye también una transformación de Lorentz. Todos esos productos conforman un subgrupo del grupo de Lorentz propio. En general el grupo de Lorentz propio está formado por:
- Rotaciones espacio-temporales o boosts, que pueden escribirse como el producto de un número finito de boosts del tipo {\displaystyle [*]}.
- Rotaciones espaciales, consistentes en un giro de ejes. Este tipo de transformación también forma parte del grupo de Galileo.

El grupo de Lorentz propio así definido es un grupo de Lie conexo. Si a estas transformaciones propias se le añaden transformaciones impropias como las inversiones temporales y las reflexiones espaciales resulta el grupo de Lorentz completo, formado por cuatro componentes conexas cada una de ellas homeomorfa al grupo de Lorentz propio. Una vez definido el grupo de Lorentz podemos escribir las transformaciones lineales más generales posibles entre medidas tomadas por observadores inerciales cuyos ejes de coordenadas coinciden en el instante inicial:
{\displaystyle {\begin{bmatrix}{\bar {V}}^{0}\\{\bar {V}}^{1}\\{\bar {V}}^{2}\\{\bar {V}}^{3}\end{bmatrix}}={\begin{bmatrix}&&&\\&&R(\theta _{1},\theta _{2},\theta _{3})&\\&&&\\&&&\end{bmatrix}}{\begin{bmatrix}\gamma &-\gamma \beta &0&0\\-\gamma \beta &\gamma &0&0\\0&0&1&0\\0&0&0&1\end{bmatrix}}{\begin{bmatrix}&&&\\&&R(\varphi _{1},\varphi _{2},\varphi _{3})&\\&&&\\&&&\end{bmatrix}}{\begin{bmatrix}V^{0}\\V^{1}\\V^{2}\\V^{3}\end{bmatrix}}}
Donde además del boost que da la transformación de coordenadas según la velocidad de separación relativa se han incluido las dos rotaciones en términos de los ángulos de Euler:
- La matriz {\displaystyle R(\varphi _{1},\varphi _{2},\varphi _{3})} alinea el primer sistema de coordenadas de tal manera que el eje X transformado pase a ser paralelo a la velocidad de separación de los dos sistemas.
- La matriz {\displaystyle R(\theta _{1},\theta _{2},\theta _{3})} es la rotación inversa de la que alinearía el eje X del segundo observador con la velocidad de separación.

En forma más compacta podemos escribir la última transformación en forma tensorial usando el convenio de sumación de Einstein como:
{\displaystyle {\bar {V}}^{\alpha }=\Lambda _{\beta }^{\alpha }V^{\beta }\qquad \Lambda _{\beta }^{\alpha }:={[R(\theta )]}_{\rho }^{\alpha }[\Lambda _{(X)}]_{\sigma }^{\rho }{[R(\varphi )]}_{\beta }^{\sigma }}

### Forma tensorial general
Supongamos ahora que en lugar de medir magnitudes vectoriales dos observadores se ponen a medir las componentes de alguna otra magnitud tensorial, supongamos que los observadores {\displaystyle O\,} y {\displaystyle {\bar {O}}} miden en sus sistemas de coordenadas la misma magnitud tensorial pero cada uno desde su propio sistema de coordenadas llegando a:
{\displaystyle \mathbf {T} _{O}=T_{\beta _{1}...\beta _{n}}^{\alpha _{1},...\alpha _{m}}\quad {\frac {\partial }{\partial x^{\alpha _{1}}}}\otimes ...{\frac {\partial }{\partial x^{\alpha _{m}}}}\otimes dx^{\beta _{1}}\otimes ...\otimes dx^{\beta _{n}}}
{\displaystyle \mathbf {T} _{\bar {O}}={\bar {T}}_{\beta _{1}...\beta _{n}}^{\alpha _{1},...\alpha _{m}}\quad {\frac {\partial }{\partial {\bar {x}}^{\alpha _{1}}}}\otimes ...{\frac {\partial }{\partial {\bar {x}}^{\alpha _{m}}}}\otimes d{\bar {x}}^{\beta _{1}}\otimes ...\otimes d{\bar {x}}^{\beta _{n}}}
El postulado de que existe una realidad objetiva independiente de los observadores y que las medidas de estos pueden ser comparadas mediante las transformaciones de covariancia adecuadas conduce a que si estos observadores son inerciales sus medidas estarán relacionadas por las siguientes relaciones:
{\displaystyle {\bar {T}}_{\beta _{1}...\beta _{n}}^{\alpha _{1},...\alpha _{m}}={[\Lambda ^{T}]}_{\beta _{1}}^{\beta '_{1}}...{[\Lambda ^{T}]}_{\beta _{n}}^{\beta '_{n}}\quad [\Lambda ]_{\alpha '_{1}}^{\alpha _{1}}...[\Lambda ]_{\alpha '_{m}}^{\alpha _{m}}\quad T_{\beta '_{1}...\beta '_{n}}^{\alpha '_{1},...\alpha '_{m}}}
Donde las matrices Λ se definen, al igual que el apartado anterior mediante el producto de dos rotaciones espaciales y una rotación temporal (boost) simple.